# Pacing (Sedan)
Pacing is een bestuurslaag in het regentschap Rembang van de provincie Midden-Java, Indonesië. Pacing telt 1769 inwoners (volkstelling 2010).